# Apechoneura pictiventris
Apechoneura pictiventris là một loài tò vò trong họ Ichneumonidae.